# Conrad Burns
Conrad Ray Burns (Gallatin, 25 de enero de 1935 - Billings, 28 de abril de 2016) fue un periodista y político estadounidense que ejerció como senador de los Estados Unidos por Montana de 1989 a 2007.
Burns fue electo al Senador por primera vez en 1988, derrotando al titular John Melcher. Fue el segundo republicano electo senador por Montana. Burns fue fácilmente reelecto en 1994, pero por un estrecho margen en 2000. Finalmente fue derrotado por Jon Tester en 2006, año en el que el Partido Demócrata tomó ambas cámaras del Congreso gracias a la impopularidad del presidente George W. Bush.
Visto como un republicano bastante conservador, Burns votó a favor de la protección del derecho a la tenencia de armas y en contra de la conservación ambiental. Causó además varias controversias a lo largo de su carrera debido a bruscas declaraciones, como llamar a los árabes «ragheads» (castellano: cabezas de trapo) en 1999, así como por su relación con el escándalo Abramoff.